# UEFA Champions League 2013-2014 (qualificazioni)
Nella fase iniziale della UEFA Champions League 2013-2014 sono previsti turni preliminari e play-off che decideranno le 10 delle 32 squadre che giocheranno la fase a gironi.

## Primo turno

### Sorteggio
| Teste di serie        | Non teste di serie |
| --------------------- | ------------------ |
| EB/Streymur Tre Penne | Lusitans Širak     |

### Risultati

#### Andata
| Arbitro: | Aleksandr Alïyev |

|                      |           |  |
| Fofana 36’, 55’, 64’ | Marcatori |  |

| Arbitro: | Damir Batinić |

|                          |           |                                  |
| Martínez 24’, 29’ (rig.) | Marcatori | 67’ A. Hansen 69’ (rig.) Hanssen |

#### Ritorno
| Arbitro: | Raymond Crangle |

|                                                              |           |          |
| A. Hansen 3’ Hanssen 38’, 85’ Zachariasen 72’ Niclasen 90+3’ | Marcatori | 66’ Reis |

| Arbitro: | Laurent Kopriwa |

|                 |           |  |
| Kadio 2’ (aut.) | Marcatori |  |

#### Tabella riassuntiva
| Squadra 1 | Totale | Squadra 2   | Andata | Ritorno |
| --------- | ------ | ----------- | ------ | ------- |
| Shirak    | 3 - 1  | Tre Penne   | 3 - 0  | 0 - 1   |
| Lusitanos | 3 - 7  | EB/Streymur | 2 - 2  | 1 - 5   |

## Secondo turno

### Sorteggio
| Gruppo 1                                                            | Gruppo 1                                                 | Gruppo 2                                         | Gruppo 2                                                                      | Gruppo 3                                                                        | Gruppo 3                                               |
| Teste di serie                                                      | Non teste di serie                                       | Teste di serie                                   | Non teste di serie                                                            | Teste di serie                                                                  | Non teste di serie                                     |
| ------------------------------------------------------------------- | -------------------------------------------------------- | ------------------------------------------------ | ----------------------------------------------------------------------------- | ------------------------------------------------------------------------------- | ------------------------------------------------------ |
| Steaua Bucarest Viktoria Plzeň Sheriff Tiraspol Maribor Neftçi Baku | Željezničar Skënderbeu Birkirkara Vardar Sutjeska Nikšić | Celtic Legia Varsavia Elfsborg Molde HJK Ekranas | FH Hafnarfjörður The New Saints Sligo Rovers Cliftonville Daugava Kalju Nõmme | BATE Dinamo Zagabria Partizan Slovan Bratislava Maccabi Tel Aviv Dinamo Tbilisi | Győri ETO Ludogorec Şaxter EB/Streymur Širak Fola Esch |

### Risultati

#### Andata
| Arbitro: | César Muñiz |

|                                          |           |                                   |
| Čišovský 63’ Kolář 66’, 76’ Rajtoral 81’ | Marcatori | 52’ Tomić 78’ Selimović 85’ Bučan |

| Arbitro: | John Beaton |

|  |           |                |
|  | Marcatori | 48’ Xïjnïçenko |

| Arbitro: | Alan Mario Sant |

|                                                                   |           |                   |
| Ustaritz 40’ Dvali 43’ Grigalashvili 72’ Xisco 75’ Vouho 77’, 81’ | Marcatori | 42’ (aut.) Glišić |

| Arbitro: | Bülent Yıldırım |

|              |           |             |
| Henrique 45’ | Marcatori | 54’ Pejović |

| Arbitro: | Dag Vidar Hafsås |

|  |           |               |
|  | Marcatori | 30’ Vidarsson |

| Arbitro: | Bobby Madden |

|  |           |                                                  |
|  | Marcatori | 59’, 63’ Soudani 64’ Čop 75’ Ademi 79’ Fernandes |

| Ta' Qali 16 luglio 2013, ore 19:30 UTC+2 | Birkirkara           | 0 – 0 referto | Maribor | Stadio di Ta' Qali\| Arbitro: \| Radu Marian Petrescu \| |
| Arbitro:                                 | Radu Marian Petrescu |               |         |                                                          |

| Arbitro: | Radek Příhoda |

|                                               |           |  |
| Tănase 12’ Pintilii 21’ Pavlović 45+2’ (aut.) | Marcatori |  |

| Arbitro: | Libor Kovařik |

|              |           |              |
| Hakobyan 48’ | Marcatori | 90+3’ Volkov |

| Helsinki 17 luglio 2013, ore 18:30 UTC+3 | HJK                | 0 – 0 referto | Kalju Nõmme | Sonera Stadium\| Arbitro: \| Jovan Kaludjerović \| |
| Arbitro:                                 | Jovan Kaludjerović |               |             |                                                    |

| Baku 17 luglio 2013, ore 21:00 UTC+5 | Neftçi Baku      | 0 – 0 referto | Skënderbeu | Bakcell Arena\| Arbitro: \| Leontios Trattou \| |
| Arbitro:                             | Leontios Trattou |               |            |                                                 |

| Arbitro: | Alexandre Boucaut |

|  |           |           |
|  | Marcatori | 42’ Chima |

| Arbitro: | Carlos Del Cerro |

|                                                                                       |           |            |
| Rohdén 20’, 62’ Sokolovs 48’ (aut.) Nilsson 61’ Bangura 68’ Claesson 89’ Holmen 90+2’ | Marcatori | 78’ Iizuka |

| Arbitro: | Thorvaldur Árnason |

|              |           |                                           |
| Fraughan 11’ | Marcatori | 47’ Kucharczyk 57’ Saganowski 74’ Kosecki |

| Arbitro: | Anthony Taylor |

|                           |           |             |
| Halenár 87’, 90+3’ (rig.) | Marcatori | 65’ Mäntylä |

| Arbitro: | Markus Hameter |

|  |           |                            |
|  | Marcatori | 76’ Itzhaki 90+3’ Alberman |

| Arbitro: | Serhiy Boiko |

|  |           |                                    |
|  | Marcatori | 25’ Lustig 31’ Samaras 84’ Forrest |

#### Ritorno
| Arbitro: | Stephan Klossner |

|                |           |  |
| Zjan'kovič 82’ | Marcatori |  |

| Arbitro: | Vladimir Kazmenko |

|  |           |                                                          |
|  | Marcatori | 14’ Cadú 47’ Ricardinho 52’, 65’ Fernando 86’ Scripcenco |

| Arbitro: | Milenko Vukadinović |

|                          |           |            |
| Ceesay 28’ Quintieri 35’ | Marcatori | 64’ Savage |

| Arbitro: | Antonis Giachos |

|  |           |                                                        |
|  | Marcatori | 41’ Keene 61’ Claesson 66’ Hult 86’ (rig.) M.Andersson |

| Arbitro: | Danilo Grujić |

|                    |           |  |
| Linnes 5’ Coly 78’ | Marcatori |  |

| Arbitro: | Paweł Gil |

|              |           |  |
| Orelesi 116’ | Marcatori |  |

| Arbitro: | Simon Lee Evans |

|               |           |                                      |
| Danielsen 27’ | Marcatori | 7’ (rig.) Xisco 12’ Dvali 87’ Glišić |

| Arbitro: | Martin Hansson |

|                         |           |              |
| Ben Haim 25’ Zahavi 78’ | Marcatori | 86’ Martínez |

| Arbitro: | Oleksandr Derdo |

|               |           |                              |
| Kostovski 45’ | Marcatori | 23’ Piovaccari 72’ Bourceanu |

| Arbitro: | Thorsten Kinhöfer |

|                         |           |  |
| Ambrose 16’ Samaras 70’ | Marcatori |  |

| Arbitro: | Lasha Silagava |

|                     |           |  |
| Kramarić 78’ (rig.) | Marcatori |  |

| Arbitro: | João Capela |

|           |           |                        |
| Jamak 45’ | Marcatori | 5’ Wágner 30’ Petržela |

| Arbitro: | Ivan Kružliak |

|                                |           |                      |
| Sverrisson 38’ Björnsson 90+2’ | Marcatori | 26’ (rig.) Buinickij |

| Arbitro: | Mauro Bergonzi |

|                             |           |  |
| Stojanov 3’ Paulos 12’, 78’ | Marcatori |  |

| Arbitro: | Andris Treimanis |

|                          |           |  |
| Cvijanović 28’ Viler 47’ | Marcatori |  |

| Arbitro: | Bardhyl Pashaj |

|                 |           |  |
| Dvalishvili 53’ | Marcatori |  |

| Belgrado 24 luglio 2013, ore 20:45 UTC+2 | Partizan           | 0 – 0 referto | Širak | Partizan\| Arbitro: \| Ioannis Anastasiou \| |
| Arbitro:                                 | Ioannis Anastasiou |               |       |                                              |

#### Tabella riassuntiva
| Squadra 1         | Totale      | Squadra 2          | Andata | Ritorno     |
| ----------------- | ----------- | ------------------ | ------ | ----------- |
| Neftçi Baku       | 0 - 1       | Skënderbeu Korçë   | 0 - 0  | 0 - 1 (dts) |
| Steaua Bucarest   | 5 - 1       | Vardar             | 3 - 0  | 2 - 1       |
| Viktoria Plzeň    | 6 - 4       | Željezničar        | 4 - 3  | 2 - 1       |
| Sheriff Tiraspol  | 6 - 1       | Sutjeska Nikšić    | 1 - 1  | 5 - 0       |
| Birkirkara        | 0 - 2       | Maribor            | 0 - 0  | 0 - 2       |
| Sligo Rovers      | 0 - 3       | Molde              | 0 - 1  | 0 - 2       |
| Elfsborg          | 11 - 1      | Daugava Daugavpils | 7 - 1  | 4 - 0       |
| HJK Helsinki      | 1 - 2       | Kalju Nõmme        | 0 - 0  | 1 - 2       |
| Ekranas           | 1 - 3       | FH Hafnarfjörður   | 0 - 1  | 1 - 2       |
| The New Saints    | 1 - 4       | Legia Varsavia     | 1 - 3  | 0 - 1       |
| Cliftonville      | 0 - 5       | Celtic             | 0 - 3  | 0 - 2       |
| Fola Esch         | 0 - 6       | Dinamo Zagabria    | 0 - 5  | 0 - 1       |
| Győr ETO          | 1 - 4       | Maccabi Tel Aviv   | 0 - 2  | 1 - 2       |
| BATE              | 0 - 2       | Şaxter             | 0 - 1  | 0 - 1       |
| Shirak            | 1 - 1 (gfc) | Partizan           | 1 - 1  | 0 - 0       |
| Slovan Bratislava | 2 - 4       | Ludogorec          | 2 - 1  | 0 - 3       |
| Dinamo Tbilisi    | 9 - 2       | EB/Streymur        | 6 - 1  | 3 - 1       |

## Terzo Turno

### Sorteggio
| Campioni                                              | Campioni                                                | Campioni                                                    | Campioni                                                                | Piazzati                                                | Piazzati                                                        |
| Gruppo 1                                              | Gruppo 1                                                | Gruppo 2                                                    | Gruppo 2                                                                | Piazzati                                                | Piazzati                                                        |
| Teste di serie                                        | Non teste di serie                                      | Teste di serie                                              | Non teste di serie                                                      | Teste di serie                                          | Non teste di serie                                              |
| ----------------------------------------------------- | ------------------------------------------------------- | ----------------------------------------------------------- | ----------------------------------------------------------------------- | ------------------------------------------------------- | --------------------------------------------------------------- |
| Basilea Steaua Bucarest APOEL Partizan Legia Varsavia | Maribor Ludogorec Maccabi Tel Aviv Molde Dinamo Tbilisi | Şaxter Celtic Viktoria Plzeň Dinamo Zagabria Austria Vienna | Sheriff Tiraspol Elfsborg Kalju Nõmme FH Hafnarfjörður Skënderbeu Korçë | Olympique Lione Zenit PSV Eindhoven Metalist Fenerbahçe | PAOK Red Bull Salisburgo Nordsjælland Grasshopper Zulte Waregem |

### Risultati

#### Andata
| Arbitro: | Aleksei Nikolaev |

|                                       |           |  |
| Ðidić 8’ Mýrtazaev 79’ Xïjnïçenko 90’ | Marcatori |  |

| Arbitro: | Robert Schörgenhofer |

|  |           |                |
|  | Marcatori | 64’, 83’ Iancu |

| Arbitro: | Bobby Madden |

|           |           |  |
| Royer 25’ | Marcatori |  |

| Arbitro: | Andre Marriner |

|  |           |                                   |
|  | Marcatori | 2’, 52’, 90+2’ Čišovský 77’ Ďuriš |

| Arbitro: | Szymon Marciniak |

|             |           |  |
| Stocker 39’ | Marcatori |  |

| Arbitro: | Alon Yefet |

|  |           |              |
|  | Marcatori | 49’ Kerzakov |

| Arbitro: | Pol van Boekel |

|  |           |                       |
|  | Marcatori | 43’ (rig.), 72’ Dević |

| Arbitro: | Carlos Clos Gómez |

|              |           |  |
| Rukavina 89’ | Marcatori |  |

| Arbitro: | Luca Banti |

|                       |           |  |
| Depay 61’ Locadia 75’ | Marcatori |  |

| Arbitro: | Hüseyin Göçek |

|             |           |  |
| Biševac 64’ | Marcatori |  |

| Arbitro: | Anastassios Kakos |

|           |           |                 |
| Chima 30’ | Marcatori | 68’ Dvalishvili |

| Arbitro: | Serhiy Boyko |

|            |           |             |
| Esmaël 21’ | Marcatori | 64’ Tavares |

| Arbitro: | Michael Koukoulakis |

|                                |           |              |
| Marcelinho 54’ Aleksandrov 67’ | Marcatori | 49’ Marković |

| Arbitro: | Duarte Gomes |

|               |           |                       |
| Meilinger 68’ | Marcatori | 90+5’ (rig.) Meireles |

| Arbitro: | Manuel De Sousa |

|             |           |  |
| Commons 76’ | Marcatori |  |

#### Ritorno
| Arbitro: | Clément Turpin |

|                                      |           |                                    |
| Schär 34’ (aut.) Zahavi 37’ Radi 55’ | Marcatori | 5’ (rig.) Schär 21’ Salah 32’ Díaz |

| Arbitro: | Kristinn Jakobsson |

|                |           |              |
| Latovlevici 6’ | Marcatori | 48’ Ustaritz |

| Nicosia 6 agosto 2013, ore 20:00 UTC+2 | Maribor          | 0 – 0 referto | APOEL | Stadio Neo GSP\| Arbitro: \| Aleksei Kulbakov \| |
| Arbitro:                               | Aleksei Kulbakov |               |       |                                                  |

| Arbitro: | Ivan Kružliak |

|                                         |           |                              |
| Tomić 9’ Shkëmbi 20’ (rig.), 29’ (rig.) | Marcatori | 38’ Xïjnïçenko 67’ Baizhanov |

| Arbitro: | Alan Kelly |

|  |           |                      |
|  | Marcatori | 88’ (rig.) Zlatinski |

| Arbitro: | Paweł Gil |

|                              |           |            |
| Meireles 8’ Sow 17’ Webó 34’ | Marcatori | 4’ Soriano |

| Arbitro: | Antonio Mateu Lahoz |

|  |           |             |
|  | Marcatori | 82’ Grenier |

| Hafnarfjörður 7 agosto 2013, ore 16:00 UTC | FH Hafnarfjörður  | 0 – 0 referto | Austria Vienna | Kaplakrikavöllur\| Arbitro: \| Stanislav Todorov \| |
| Arbitro:                                   | Stanislav Todorov |               |                |                                                     |

| Arbitro: | Serge Gumienny |

|                                                     |           |  |
| Shirokov 26’, 90+3’ Hulk 50’ Danny 62’ Arshavin 68’ | Marcatori |  |

| Arbitro: | Danny Makkelie |

|  |           |                                   |
|  | Marcatori | 10’ Fernandes 27’ Soudani 61’ Čop |

| Arbitro: | Florian Meyer |

|            |           |           |
| Blanco 72’ | Marcatori | 82’ Necid |

| Borås 7 agosto 2013, ore 19:45 UTC+2 | Elfsborg             | 0 – 0 referto | Celtic | Borås Arena\| Arbitro: \| Vladislav Bezborodov \| |
| Arbitro:                             | Vladislav Bezborodov |               |        |                                                   |

| Arbitro: | Stefan Johannesson |

|                                                             |           |                    |
| Horváth 20’ (rig.), 44’, 62’ Tecl 58’ Hořava 62’ Wágner 82’ | Marcatori | 10’, 69’ Quintieri |

| Varsavia 7 agosto 2013, ore 20:45 UTC+2 | Legia Varsavia      | 0 – 0 referto | Molde | Pepsi Arena\| Arbitro: \| Alexandru Dan Tudor \| |
| Arbitro:                                | Alexandru Dan Tudor |               |       |                                                  |

| Arbitro: | Felix Zwayer |

|  |           |                                                 |
|  | Marcatori | 56’ (rig.) Matavž 74’ Bakkali 90’ (aut.) Godeau |

#### Tabella riassuntiva
| Squadra 1           | Totale      | Squadra 2        | Andata   | Ritorno  |          |
| Campioni            | Campioni    | Campioni         | Campioni | Campioni | Campioni |
| ------------------- | ----------- | ---------------- | -------- | -------- | -------- |
| Basilea             | 4 - 3       | Maccabi Tel Aviv | 1 - 0    | 3 - 3    |          |
| Molde               | 1 - 1 (gfc) | Legia Varsavia   | 1 - 1    | 0 - 0    |          |
| Ludogorec           | 3 - 1       | Partizan         | 2 - 1    | 1 - 0    |          |
| Dinamo Tbilisi      | 1 - 3       | Steaua Bucarest  | 0 - 2    | 1 - 1    |          |
| APOEL               | 1 - 1 (gfc) | Maribor          | 1 - 1    | 0 - 0    |          |
| Celtic              | 1 - 0       | Elfsborg         | 1 - 0    | 0 - 0    |          |
| Şaxter              | 5 - 3       | Skënderbeu Korçë | 3 - 0    | 2 - 3    |          |
| Austria Vienna      | 1 - 0       | FH Hafnarfjörður | 1 - 0    | 0 - 0    |          |
| Kalju Nõmme         | 2 - 10      | Viktoria Plzeň   | 0 - 4    | 2 - 6    |          |
| Dinamo Zagabria     | 4 - 0       | Sheriff Tiraspol | 1 - 0    | 3 - 0    |          |
| Piazzati            |             |                  |          |          |          |
| Nordsjælland        | 0 - 6       | Zenit            | 0 - 1    | 0 - 5    |          |
| Red Bull Salisburgo | 2 - 4       | Fenerbahçe       | 1 - 1    | 1 - 3    |          |
| PAOK                | 1 - 3       | Metalist         | 0 - 2    | 1 - 1    |          |
| PSV Eindhoven       | 5 - 0       | Zulte Waregem    | 2 - 0    | 3 - 0    |          |
| Olympique Lione     | 2 - 0       | Grasshopper      | 1 - 0    | 1 - 0    |          |

## Play-off

### Sorteggio
| Campioni                                                      | Campioni                                               | Piazzati                                                       | Piazzati                                            |
| Teste di serie                                                | Non teste di serie                                     | Teste di serie                                                 | Non teste di serie                                  |
| ------------------------------------------------------------- | ------------------------------------------------------ | -------------------------------------------------------------- | --------------------------------------------------- |
| Basilea Celtic Steaua Bucarest Viktoria Plzeň Dinamo Zagabria | Legia Varsavia Austria Vienna Maribor Ludogorec Şaxter | Arsenal Milan Schalke 04 Olympique Lione Zenit San Pietroburgo | PSV Fenerbahçe PAOK Real Sociedad Paços de Ferreira |

### Risultati

#### Andata
| Arbitro: | Pavel Královec |

|                               |           |  |
| Fïnonçenko 12’ Xïjnïçenko 77’ | Marcatori |  |

| Arbitro: | Milorad Mažić |

|  |           |                             |
|  | Marcatori | 17’ Griezmann 50’ Seferović |

| Arbitro: | Martin Atkinson |

|          |           |                                        |
| Leão 58’ | Marcatori | 28’, 60’, 90’ Širokov 86’ (aut.) Degra |

| Arbitro: | Cüneyt Çakır |

|            |           |                 |
| Matavž 61’ | Marcatori | 15’ El Shaarawy |

| Arbitro: | Olegário Benquerença |

|                                  |           |           |
| Čišovský 8’ Darida 58’ Ďuriš 90’ | Marcatori | 67’ Mejač |

| Arbitro: | Howard Webb |

|  |           |                          |
|  | Marcatori | 68’ Leovac 75’ Stanković |

| Arbitro: | Wolfgang Stark |

|                             |           |                                         |
| Marcelinho 23’ Stojanov 49’ | Marcatori | 12’, 59’ Salah 64’ Sio 84’ (rig.) Schär |

| Arbitro: | Nicola Rizzoli |

|                |           |             |
| Piovaccari 34’ | Marcatori | 54’ Kosecki |

| Arbitro: | Stéphane Lannoy |

|            |           |           |
| Farfán 32’ | Marcatori | 73’ Stoch |

| Arbitro: | Gianluca Rocchi |

|  |           |                                        |
|  | Marcatori | 52’ Gibbs 64’ Ramsey 78’ (rig.) Giroud |

#### Ritorno
| Arbitro: | Paolo Tagliavento |

|                             |           |                                               |
| Mader 5’ (aut.) Kienast 83’ | Marcatori | 33’ Brozović 43’ Júnior Fernándes 70’ Bećiraj |

| Arbitro: | William Collum |

|                    |           |  |
| Frei 11’ Degen 80’ | Marcatori |  |

| Arbitro: | Pedro Proença |

|                              |           |                           |
| Radović 28’ Rzeźniczak 90+4’ | Marcatori | 8’ Stanciu 10’ Piovaccari |

| Arbitro: | Carlos Velasco Carballo |

|                                  |           |                               |
| Athanasiadis 53’ Katsouranis 79’ | Marcatori | 43’, 90+1’ Szalai 67’ Draxler |

| Arbitro: | Björn Kuipers |

|                 |           |  |
| Ramsey 25’, 72’ | Marcatori |  |

| Arbitro: | Alberto Undiano Mallenco |

|                                                 |           |                       |
| Danny 29’, 48’ Bukharov 67’ Arshavin 79’ (rig.) | Marcatori | 68’ Manuel 83’ Carlão |

| Arbitro: | Mark Clattenburg |

|                               |           |  |
| Boateng 9’, 77’ Balotelli 55’ | Marcatori |  |

| Arbitro: | Felix Brych |

|  |           |         |
|  | Marcatori | 3’ Tecl |

| Arbitro: | Svein Oddvar Moen |

|                                         |           |  |
| Commons 45+1’ Samaras 48’ Forrest 90+2’ | Marcatori |  |

| Arbitro: | Damir Skomina |

|                 |           |  |
| Vela 67’, 90+1’ | Marcatori |  |

#### Tabella riassuntiva
| Squadra 1         | Totale      | Squadra 2             | Andata   | Ritorno  |          |
| Campioni          | Campioni    | Campioni              | Campioni | Campioni | Campioni |
| ----------------- | ----------- | --------------------- | -------- | -------- | -------- |
| Dinamo Zagabria   | 3 - 4       | Austria Vienna        | 0 - 2    | 3 - 2    |          |
| Ludogorec         | 2 - 6       | Basilea               | 2 - 4    | 0 - 2    |          |
| Viktoria Plzeň    | 4 - 1       | Maribor               | 3 - 1    | 1 - 0    |          |
| Şaxter            | 2 - 3       | Celtic                | 2 - 0    | 0 - 3    |          |
| Steaua Bucarest   | 3 - 3 (gfc) | Legia Varsavia        | 1 - 1    | 2 - 2    |          |
| Piazzate          |             |                       |          |          |          |
| Olympique Lione   | 0 - 4       | Real Sociedad         | 0 - 2    | 0 - 2    |          |
| Schalke 04        | 4 - 3       | PAOK                  | 1 - 1    | 3 - 2    |          |
| Paços de Ferreira | 3 - 8       | Zenit San Pietroburgo | 1 - 4    | 2 - 4    |          |
| PSV               | 1 - 4       | Milan                 | 1 - 1    | 0 - 3    |          |
| Fenerbahçe        | 0 - 5       | Arsenal               | 0 - 3    | 0 - 2    |          |